# 셰어 25
셰어 25(Sher 25)는 용골자리 방향으로 지구로부터 약 25,000 광년 떨어져 있는 청색 초거성으로 NGC 3603의 전리수소영역 안에 있다. 겉보기 등급은 +12.2로 맨눈으로는 볼 수 없다. 이 항성이 처음 태어났을 때의 질량은 태양의 약 60배 정도였으나 항성풍 형태로 질량을 많이 잃어버렸다. 셰어 25가 적색 초거성을 거친 적이 있는지 아니면 주계열 단계에서 바로 넘어온 것인지는 확실하지 않다. 따라서 현재 추정하는 이 별의 질량도 매우 불확실하다.
명칭은 데이비드 셰어가 NGC 3603 내 있는 별들을 목록으로 작성하면서 자기 성을 별 앞에 붙인 것에서 유래한 것이다. 사실 셰어는 다른 성단 여럿에도 25가 붙는 항성을 지정했으므로 이들과 구별하기 위해서 정확한 명칭은 'NGC 3603 셰어 25'로 불러줘야 한다. 이 별에는 다른 관측자들이 자신들의 영문 이니셜을 합쳐서 붙인 별칭이 함께 등록되어 있다. 예를 들어 멜닉, 타피아, Terlevich는 NGC 3603 MTT 13 으로, 허블우주망원경을 이용한 모파트, 드리센, 샤라는 NGC 3603 MDS 5 로 명명했다.
셰어 25는 초신성 단계에 이르기 직전으로 보이는데, 그 이유는 이 별은 최근 소멸한 대마젤란 성운 내 초신성 1987A가 분출했던 것과 비슷하게 별 주변 고리 모양의 가스, 양극에서 분출하는 끈 모양 구조 등이 나타나기 때문이다.